# فيليكس ديباكس
فيليكس ديباكس (1864 – 25 أغسطس 1914) هو مبارز بالسيف فرنسي راحل، مثّل بلاده في الألعاب الأولمبية الصيفية 1900.

## روابط خارجية
فيليكس ديباكس على موقع أوليمبيديا (الإنجليزية)